# Уструшана
Уструша́на (также пишется Усруша́на и Уструшо́н; перс. اسروشنه‎) — согдийское княжество со столицей в Бунджикате с IV по IX века историческая область в долине реки Сырдарья и Зеравшанской долины, в современном Таджикистане и Узбекистане.

## Географическое положение
Территория Уструшаны занимала территории современного северо-западного Таджикистана, южного Узбекистана и западной Киргизии, огромное пространство от среднего течения Сырдарьи до Самарканда, включая верховья Зеравшана. Основные центры Уструшаны находились в межгорной Шахристанской впадине (Ура-Тюбинской котловине) к северу от Туркестанского хребта, которая является ядром области, и на Зааминской равнине, в бассейне реки Зеравшан. С севера ограничивалась верхним течением реки Сырдарьи, с юга — Гиссарским хребтом. На севере Уструшана граничила с областями Чач и Илак, на востоке соединена горным проходом с Ферганской долиной, на западе граничила с Согдом, на юго-западе — с Чаганианом.

## Особенности государственности Уструшаны
Столицей Уструшаны был город Бунджикат, располагавшийся на берегах реки Шахристансай на территории современного посёлка Шахристан в Шахристанском районе Согдийской области на северо-западе Таджикистана. Страна была разделена на 18 областей, в ней существовало множество крепостей (около 400). Активному развитию Уструшаны способствовало выгодное расположение на важном участке Великого шёлкового пути. Высокого уровня достигли ремёсла, металлургия. В этническом отношении уструшанцы были родственны согдийцам, но у них существовал собственный алфавит, отличный от согдийского. Господствующей религией был зороастризм.

## Уструшана в IV—VII веках
Возникновение государства в Уструшане, вероятно, относится к IV веку. В 435 году Уструшана упоминается в китайских источниках под названием Цао. Правитель Уструшаны носил титул афшин. В V — сер. VI веков Уструшана входила в состав владений государства эфталитов. С 560-х годов под властью Тюркского каганата. С ослаблением влияния тюрок в нач. VII века, Уструшана стала независимым княжеством, возможно, формально признавая верховную власть ихшидов Самарканда. В это время Бунджикат стал одним из крупнейших городов Средней Азии, важнейшим центром экономики, торговли и культуры региона.

## Уструшана в VIII—IX веках
В начале VIII века Уструшаны достигли арабские завоеватели. В 738 году уструшанцы вместе с тюрками участвовали в войне против арабов. В 739 году арабский полководец Наср ибн Сайяр заставил афшина Уструшаны Харахуруха признать арабскую власть. Но это подчинение было поверхностным, уструшанцы только выплачивали условную дань. Фактически Уструшана оставалась независимой и сохраняла свою религию, не приняв ислам. В 794—795 годах Уструшана передана халифом Харуном ар-Рашидом в управление Фадлу ибн Яхье из рода Бармакидов. В 822 году халиф аль-Мамун организовал поход на Уструшану, который возглавил Ахмад ибн Абу Халид аль-Ахвал. Успеху арабского войска способствовали внутренние смуты между сыновьями афшина Кавуса, один из которых — Хайдар оказал помощь арабам. Кавус признал себя вассалом халифа и принял ислам. Хайдар наследовал Кавусу на престоле Уструшаны, но фактически не управлял страной, а находился в распоряжении багдадских халифов, будучи наместником в различных провинциях и командуя войсками. В 835—838 годах Хайдар (которого чаще именовали по титулу — «Афшин») руководил правительственными войсками при подавлении восстания Бабека.
В 819 году Уструшана была передана в управление представителю рода Саманидов Яхье ибн Асаду, который управлял ею до смерти в 855 году. После смерти Яхья ибн Асада Уструшана перешла его брату Ахмаду ибн Асаду, который передал ее своему сыну Якубу. В 893 году Уструшана как отдельное владение была ликвидирована Саманидами и включена в состав их державы.

## Правители
- Афшины (IV-V века)
- Эфталиты (V-VI века)
- Тюрки (VI-VII века)
- Афшины (VII-VIII века):
  - Джамукиан (VII век-650)
  - Чекин Чур Бильге (693-709)
  - Деваштич (708-722)
  - Карабугра (739-795)
- Аббасиды/Бармакиды[6]:
  - Фадль ибн Яхья (795-802)
- Афшины при Аббасидах:
  - Кавус ибн Карабугра (802-830)
  - Хайдар ибн Кавус (830-841)
- Саманиды:
  - Яхья ибн Асад (819-855)
  - Ахмад ибн Асад (855-893)

### Известные афшины
| Имя                 | Годы правления |
| ------------------- | -------------- |
| Джамукиан           | ?–650          |
| Чекин Чур Бильге    | 693–709        |
| Деваштич            | 708–722        |
| Карабугра           | 739–795        |
| Кавус ибн Карабугра | 802–830        |
| Хайдар ибн Кавус    | 830–841        |

## Галерея
- Руины дворца Калаи Кахкаха 1, Бунджикат, столица Уструшаны
- Руины дворца Калаи Кахкаха 1, по направлению на запад
- Портрет правителя Раханча с его чеканки, VII век н. э.
- Обгоревшая деревянная голова богини, конец VIII века. Из дворца Кала-и Кахкаха, Таджикистан.
- Обгоревшая деревянная статуя, Кала-и Кахкаха, замок Чилхуджра, VI-VII века, Национальный музей древностей Таджикистана
- Обгоревшая деревянная голова женщины, дворец Кала-и Кахкаха I, VII-VIII века, Национальный музей древностей Таджикистана
- Обгоревшая деревянная статуя князя, дворец Кала-и Кахкаха I, VII-VIII века, Национальный музей древностей Таджикистана
- Изображение бога Вешпаркара с луком, Кала-и Кахкаха I, Бунджикат, Уструшана, VIII-IX века н. э., Национальный музей древностей Таджикистана[7].
- «Ромул и Рем» из Бунджиката, VIII век
- Демон с тремя глазами и черепами в волосах. Кала-и Кахкаха I, Бунджикат, VIII-IX века, Национальный музей древностей Таджикистана, RTL 253
- Бунджикат, фигура в остроконечном шлеме с полумесяцем
- Божество, Калаи Хакаха, начало IX века н. э., Эрмитаж